# Agrotis lapidosa
Agrotis lapidosa är en fjärilsart som beskrevs av Walker 1858. Agrotis lapidosa ingår i släktet Agrotis och familjen nattflyn. Inga underarter finns listade i Catalogue of Life.